# Lornah Kiplagat
Lornah Jebiwot Kiplagat (Kabiemit, 1º maggio 1974) è una maratoneta e mezzofondista keniota naturalizzata olandese.

## Biografia
Nata a Kabiemit, nella provincia della Rift Valley in Kenya, ha corso ad inizio carriera con i colori del suo paese d'origine, riuscendo ad essere la prima ed unica donna a vincere la Falmouth Road Race e la Peachtree Road Race.
Nel 1999 si è trasferita nei Paesi Bassi e quattro anni dopo ha ottenuto la cittadinanza olandese, che le ha permesso di gareggiare con la maglia del paese europeo sin dal 2003. Durante lo stesso anno ha abbassato il record nazionale della maratona a 2h23'43", in occasione della Maratona di New York ed ha partecipato ai Giochi olimpici di Atene 2004, dove ha terminato quinta nei 10000 metri piani.
Il 2005 è stato un anno ricco di successi, impreziosito dalla vittoria agli Europei di corsa campestre di Tilburg e dalla medaglia d'argento ai Mondiali di mezza maratona ad Edmonton. Il 7 gennaio 2006 è stata eletta come miglior atleta olandese del 2005.
Ai Mondiali di corsa campestre del 2006, disputati in Giappone, ha conquistato il secondo posto nella corsa lunga, mentre è arrivata quinta nei 10000 m agli Europei di Göteborg.
Nell'anno successivo ha vinto i Mondiali di corsa campestre, disputati a Mombasa, in Kenya ed il 14 ottobre ha vinto la gara di mezza maratona ai Mondiali di corsa su strada di Udine, bissando il successo ottenuto l'anno precedente e registrando la nuova migliore prestazione mondiale.
In carriera Lornah Kiplagat ha stabilito alcuni record mondiali, riconosciuti dalla IAAF, ma su distanze non olimpiche: i 5 km su strada (14'47"), le 10 miglia (50'50"), i 20 km su strada (1h02'57") e la mezza maratona (1h06'25").
È cugina di altre quattro atlete di livello mondiale, Susan Sirma, Sally Barsosio e le sorelle Sylvia e Hilda Kibet, l'ultima delle quali rappresenta, come la Kiplagat, i Paesi Bassi.

## Record nazionali olandesi

### Seniores
- 5000 metri piani: 14'56"43 ( Stoccolma, 5 agosto 2003)
- 10000 metri piani: 30'12"53 ( Saint-Denis, 23 agosto 2003)
- 10 km: 30'59" ( Tilburg, 5 settembre 2004)
- 15 km: 46'59" ( Udine, 14 ottobre 2007)
- 20 km: 1h02'57" ( Udine, 14 ottobre 2007)
- Mezza maratona: 1h06'25" ( Udine, 14 ottobre 2007)
- Maratona: 2h23'43" ( New York, 3 novembre 2003)

## Palmarès
| Anno                              | Manifestazione              | Sede           | Evento         | Risultato | Prestazione | Note                                     |
| --------------------------------- | --------------------------- | -------------- | -------------- | --------- | ----------- | ---------------------------------------- |
| In rappresentanza del Kenya       |                             |                |                |           |             |                                          |
| 1998                              | Mondiali di mezza maratona  | Uster          | Individuale    | 21ª       | 1h12'09"    |                                          |
| In rappresentanza dei Paesi Bassi |                             |                |                |           |             |                                          |
| 2003                              | Mondiali                    | Saint-Denis    | 10000 m piani  | 4ª        | 30'12"53    | Record nazionale                         |
| 2004                              | Mondiali di cross           | Bruxelles      | Corsa lunga    | 6ª        | 27'56"      |                                          |
| 2004                              | Giochi olimpici             | Atene          | 10000 m piani  | 5ª        | 30'31"92    |                                          |
| 2005                              | Europei di cross            | Tilburg        | Corsa seniores | Oro       | 19'55"      |                                          |
| 2005                              | Mondiali di mezza maratona  | Edmonton       | Individuale    | Argento   | 1h10'19"    | Miglior prestazione personale stagionale |
| 2006                              | Mondiali di cross           | Fukuoka        | Corsa breve    | 5ª        | 12'55"      |                                          |
| 2006                              | Mondiali di cross           | Fukuoka        | Corsa lunga    | Argento   | 25'26"      |                                          |
| 2006                              | Europei                     | Göteborg       | 10000 m piani  | 5ª        | 30'37"26    |                                          |
| 2006                              | Mondiali di corsa su strada | Debrecen       | Individuale    | Oro       | 1h03'21"    | Record mondiale                          |
| 2006                              | Mondiali di corsa su strada | Debrecen       | A squadre      | 7ª        | 3h26'30"    |                                          |
| 2007                              | Mondiali di cross           | Mombasa        | Corsa seniores | Oro       | 26'23"      |                                          |
| 2007                              | Mondiali di corsa su strada | Udine          | Individuale    | Oro       | 1h06'25"    | Record mondiale                          |
| 2008                              | Giochi olimpici             | Pechino        | 10000 m piani  | 7ª        | 30'40"27    | Miglior prestazione personale stagionale |
| 2008                              | Mondiali di mezza maratona  | Rio de Janeiro | Individuale    | Oro       | 1h08'37"    | Miglior prestazione personale stagionale |
| 2012                              | Giochi olimpici             | Londra         | Maratona       | dnf       | dnf         |                                          |

## Campionati nazionali
2007
- Oro ai campionati kenioti di corsa campestre - 27'02"

## Altre competizioni internazionali
1997
- Oro alla Maratona di Los Angeles ( Los Angeles) - 2h33'50"
- Oro alla Tilburg Ten Miles ( Tilburg), 10 km - 25'09"

1998
- Oro alla Maratona di Los Angeles ( Los Angeles) - 2h33'58"

1999
- Oro alla Maratona di Amsterdam ( Amsterdam) - 2h25'29"

2000
- Oro alla Dam tot Damloop ( Amsterdam - Zaandam), 10 miglia - 1h07'37"
- Oro alla Falmouth Road Race ( Falmouth), 7 miglia - 35'02"
- Oro alla Glasgow Women's 10K ( Glasgow), 10 km
- Oro alla Peachtree Road Race ( Atlanta), 10 km - 30'52"
- Oro alla Tilburg Ten Miles ( Tilburg), 10 km - 31'14"

2001
- Oro alla 20 van Alphen ( Alphen aan den Rijn)
- Oro alla Falmouth Road Race ( Falmouth), 7 miglia - 36'26"
- Oro alla Glasgow Women's 10K ( Glasgow), 10 km
- Oro alla Peachtree Road Race ( Atlanta), 10 km - 30'58"
- Oro alla World's Best 10K ( San Juan), 10 km - 31'37"

2002
- Oro alla Dam tot Damloop ( Amsterdam - Zaandam), 10 miglia - 50'54"
- Oro alla Falmouth Road Race ( Falmouth), 7 miglia - 35'13"
- Oro alla Glasgow Women's 10K ( Glasgow), 10 km
- Oro alla Osaka International Ladies Marathon ( Osaka) - 2h23'55"
- Oro alla Peachtree Road Race ( Atlanta), 10 km - 30'32"

2003
- Oro alla Egmond Half Marathon ( Egmond aan Zee), mezza maratona - 1h12'29"
- Oro alla Glasgow Women's 10K ( Glasgow), 10 km

2004
- Oro alla Glasgow Women's 10K ( Glasgow), 10 km
- Oro alla Tilburg Ten Miles ( Tilburg), 10 km - 30'59"
- Oro alla World's Best 10K ( San Juan), 10 km - 30'40"6

2005
- Oro alla Beach to Beacon 10K ( Cape Elizabeth), 10 km - 31'35"0
- Oro alla Falmouth Road Race ( Falmouth), 7 miglia - 36'13"
- Oro alla Glasgow Women's 10K ( Glasgow), 10 km
- Oro alla Peachtree Road Race ( Atlanta), 10 km - 31'17"
- Oro alla World's Best 10K ( San Juan), 10 km - 32'11"6

2006
- Oro alla Dam tot Damloop ( Amsterdam - Zaandam), 10 miglia - 50'50"
- Oro alla Glasgow Women's 10K ( Glasgow), 10 km
- Oro alla Peachtree Road Race ( Atlanta), 10 km - 31'13"
- Oro alla Steamboat Classic ( Peoria)
- Oro alla World's Best 10K ( San Juan), 10 km - 30'49"4

2007
- Oro alla World's Best 10K ( San Juan), 10 km - 31'05"

2008
- Oro alla World's Best 10K ( San Juan), 10 km - 31'02"